# Cynanchum thesioides
Cynanchum thesioides är en oleanderväxtart som först beskrevs av Josef Franz Freyn, och fick sitt nu gällande namn av K. Schumann. Cynanchum thesioides ingår i släktet Cynanchum och familjen oleanderväxter. Inga underarter finns listade i Catalogue of Life.